# Rue Saint-Antoine
Die Rue Saint-Antoine in Paris ist eine der ältesten Straßen der Stadt. Sie bestand bereits zu gallorömischer Zeit und war Teil der Straße von Paris nach Melun. Die Straße ist schon durch die Nähe zur Place de la Bastille sehr geschichtsträchtig. Sie liegt als wichtige Verkehrsader im Herzen des Marais und quert so für das Viertel typische Straßen wie die Rue Saint-Paul, Rue de Turenne, Rue de Birague (die zur Place des Vosges führt) oder noch die Rue Beautreillis.

## Lage
Die Rue Saint-Antoine beginnt an der Place de la Bastille 3, durchquert im 4. Arrondissement
- das Quartier de l’Arsenal (Nr. 1 bis 85 und 2 bis 72)
- das Quartier Saint-Gervais (Nr. 87 bis 137 und 74 bis 100)

und endet nach 603 Metern an der Rue de Sévigné 2, der Rue de Rivoli 1 bzw. der Rue François Miron 1.
Die Straße ist wichtiger Teil der Ostwest-Achse von Paris. Sie beginnt am Place de la Bastille und endet an der Metrostation Saint-Paul (Linie  ), oder sie führt, unter dem Namen «Rue de Rivoli», weiter zum Place de la Concorde. Diese Ostwest-Achse wird vom Place de la Bastille über die Rue du Faubourg Saint-Antoine weitergeführt.

## Namensursprung

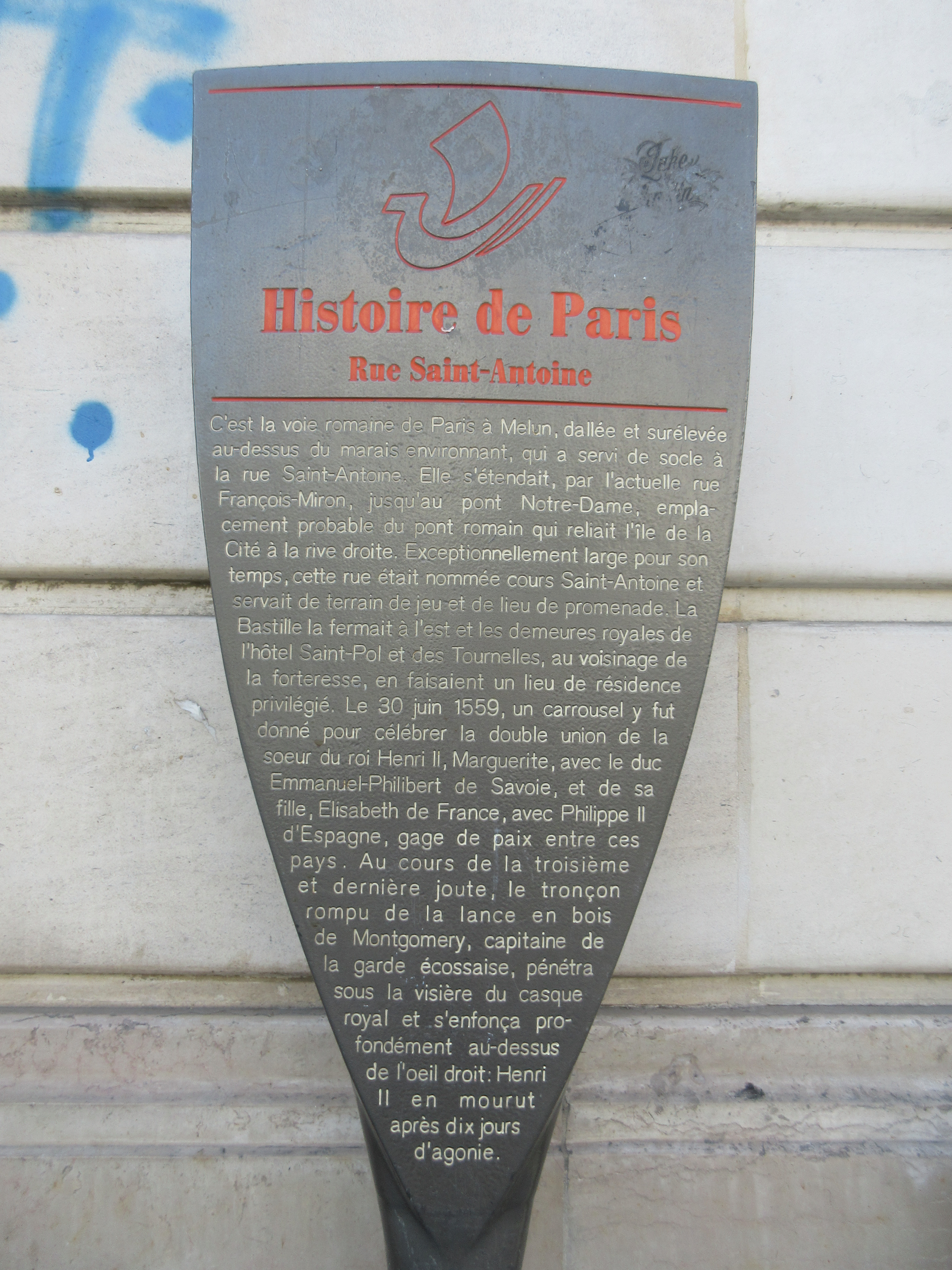
Orientierungstafel (Paris)
« Rue Saint-Antoine »

Die Straße verdankt ihren Namen der Abtei Saint-Antoine-des-Champs, wohin sie führte.

## Geschichte
Bereits in gallorömischer Zeit gab es am nördlichen Ufer der Seine eine Straße von Paris nach Melun. Sie lag höher als das umgebende Sumpfland (Marais) und war mit Platten belegt, die wiederum als Sockel für die späteren Straßen dienten. Diese Römerstraße zweigte nördlich der Seine vom antiken Cardo nach Osten ab (etwa dort wo heute die Rue Saint-Martin – Teil des alten Cardo – beginnt), folgte der heutigen Avenue Victoria, verlief dann quer über die Place de l’Hôtel-de-Ville und auch durch das Hôtel de Ville, dann links an der Pfarrkirche Saint-Gervais-Saint-Protais vorbei, und folgte der heutigen Rue François Miron und schließlich der Rue Saint-Antoine bis zur Bastille und darüber hinaus.
Im Mittelalter erstreckte sich die Rue Saint-Antoine auf dieser Römerstraße von der Rue des Barres bis zur Place de la Bastille. Der Teil, der seit 1865 Rue François Miron heißt, hieß 1227 Rue de l’Aigle und Grand’rue de la Porte Baudeer (Baudoyer oder Baudet – ein Stadttor aus dem 11. Jahrhundert direkt nördlich von Saint-Gervais, heute liegt hier die Place Baudoyer). Das Stück östlich davon, die heutige Rue Saint-Antoine, hieß damals Rue du Pont Perrin. Die Rue Saint-Antoine endete in der Stadt an der Place de Grève, dem Umschlagplatz des Flusshandels, bot aber auch in Höhe der Porte Baudoyer mit der Rue de la Tixeranderie (die heute nicht mehr existiert) eine Abzweigung, mit der man weiter in die Stadt hinein kam, ohne den Marktplatz zu berühren.
Den Namen Rue Saint-Antoine bekam sie schließlich aufgrund der Abtei Saint-Antoine-des-Champs, die außerhalb der Stadt (d. h. jenseits der Bastille) an der Straße zum Schloss Vincennes lag und 1790 in ein Hospital umgewandelt wurde.
Die heutige Rue Saint-Antoine war für ihre Zeit außergewöhnlich breit, weswegen sie auch als Flaniermeile und als Ort für Veranstaltungen genutzt wurde – zumal auch die Residenz Karls V., das Hôtel Saint-Paul (an der Südseite), und das Hôtel des Tournelles (an der Nordseite) hier lagen, in direkter Nachbarschaft zur Bastille, der Bastide Saint-Antoine, die die Straße nach Osten abschloss.
Die Rue Saint-Antoine war dann auch der Schauplatz jenes Turniers, bei dem am 30. Juni 1559 König Heinrich II. so schwer verletzt wurde, dass er wenige Tage später starb.

## Sehenswürdigkeiten
Die nicht mehr existenten Bauten des Mittelalters:
- die alte Porte Sainte-Antoine (aus der Mauer Philipp Augusts, stand dort, wo die Rue de Rivoli beginnt)
- die Bastille und die Nouvelle Porte Saint-Antoine (aus der Mauer Étienne Marcels)
- das Hôtel Saint-Paul
- das Hôtel d'Orgemont bzw. Hôtel des Tournelles (das Gebiet beidseits der Rue de Birague bis an die Place des Vosges)
- das Hôtel der Blanka von Navarra in der Rue de la Vieille-Tixeranderie, im 19. Jahrhundert dem Bau einer Straße gewichen
- der Couvent Sainte Cathérine (an der heutigen Place du Marché Sainte-Cathérine), und

die zusammen fast das gesamte Gebiet der Rue Saint-Antoine einrahmten.
Aus späterer Zeit stammen
- Kirche Sainte-Marie-des-Anges de la Visitation, heute protestantische Kirche Temple du Marais (Nr. 17)
- Hôtel de Mayenne (Nr. 21)
- Hôtel de Sully (Nr. 62)
- Kirche Saint-Paul-Saint-Louis (Nr. 99)
- Lycée Charlemagne (Nr. 101)

sowie
- Die Place des Vosges am Ende der Rue de Birague

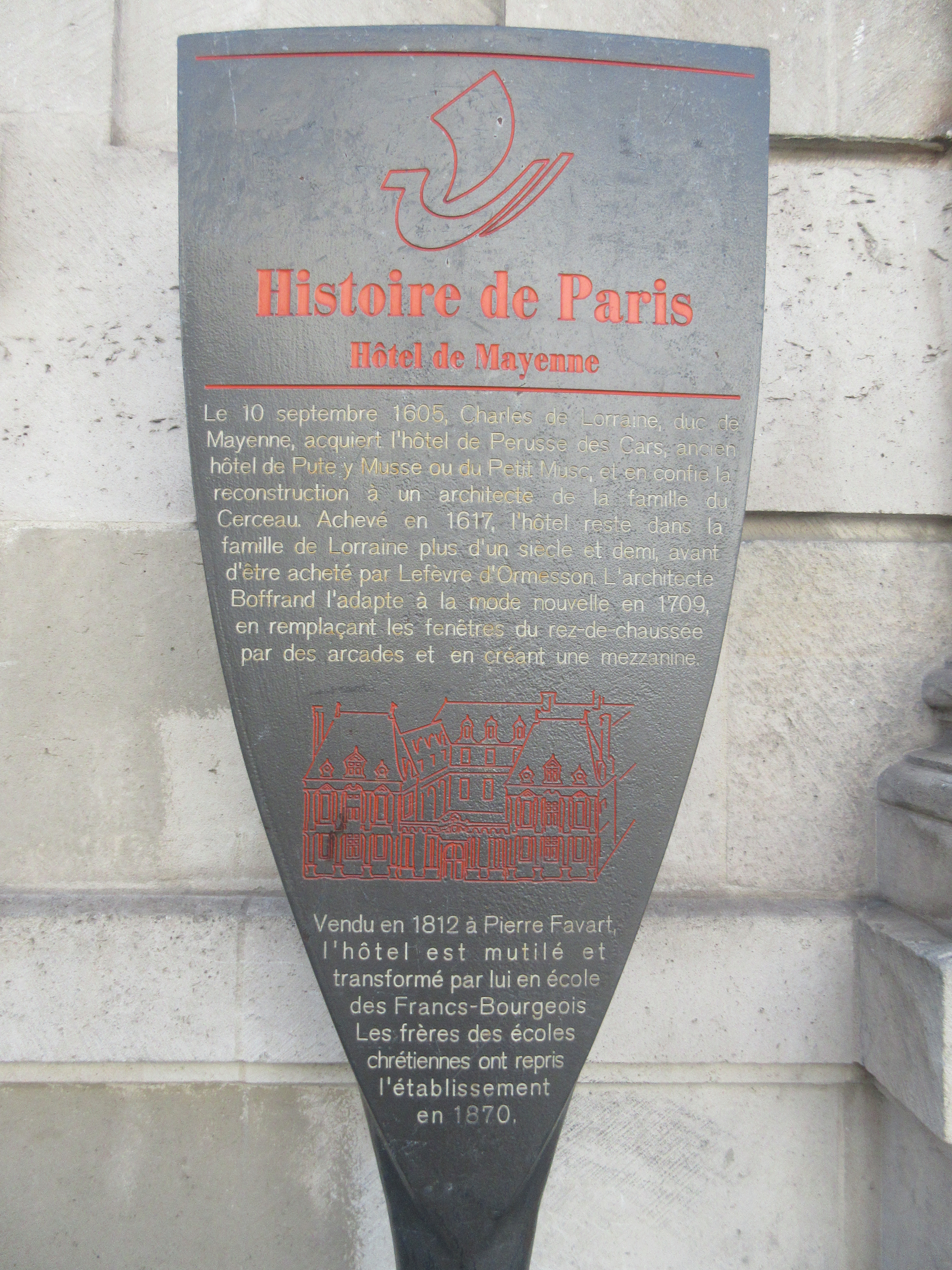
Orientierungstafel (Paris) « Hôtel de Mayenne »
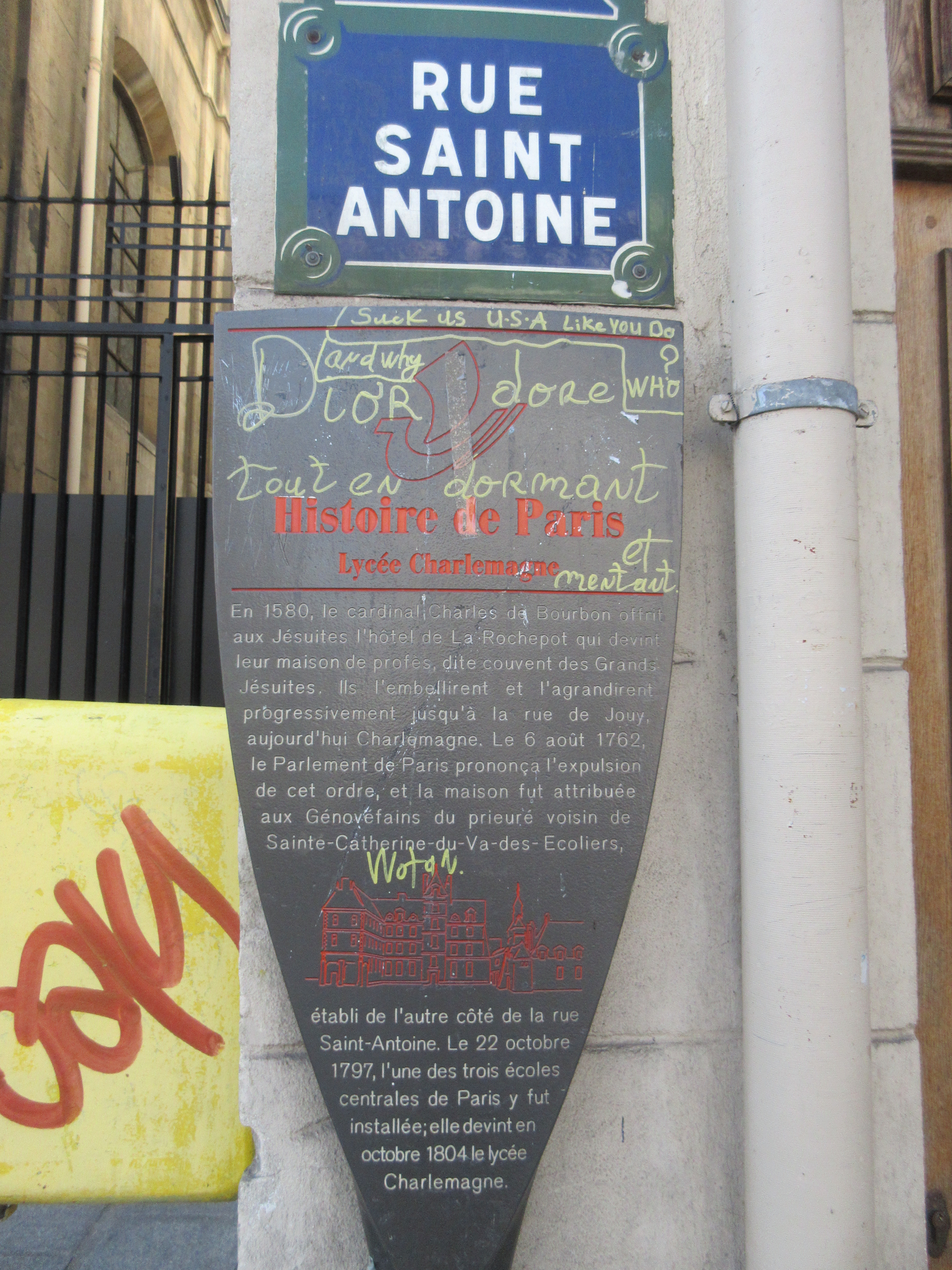
Orientierungstafel (Paris) « Lycée Charlemagne »
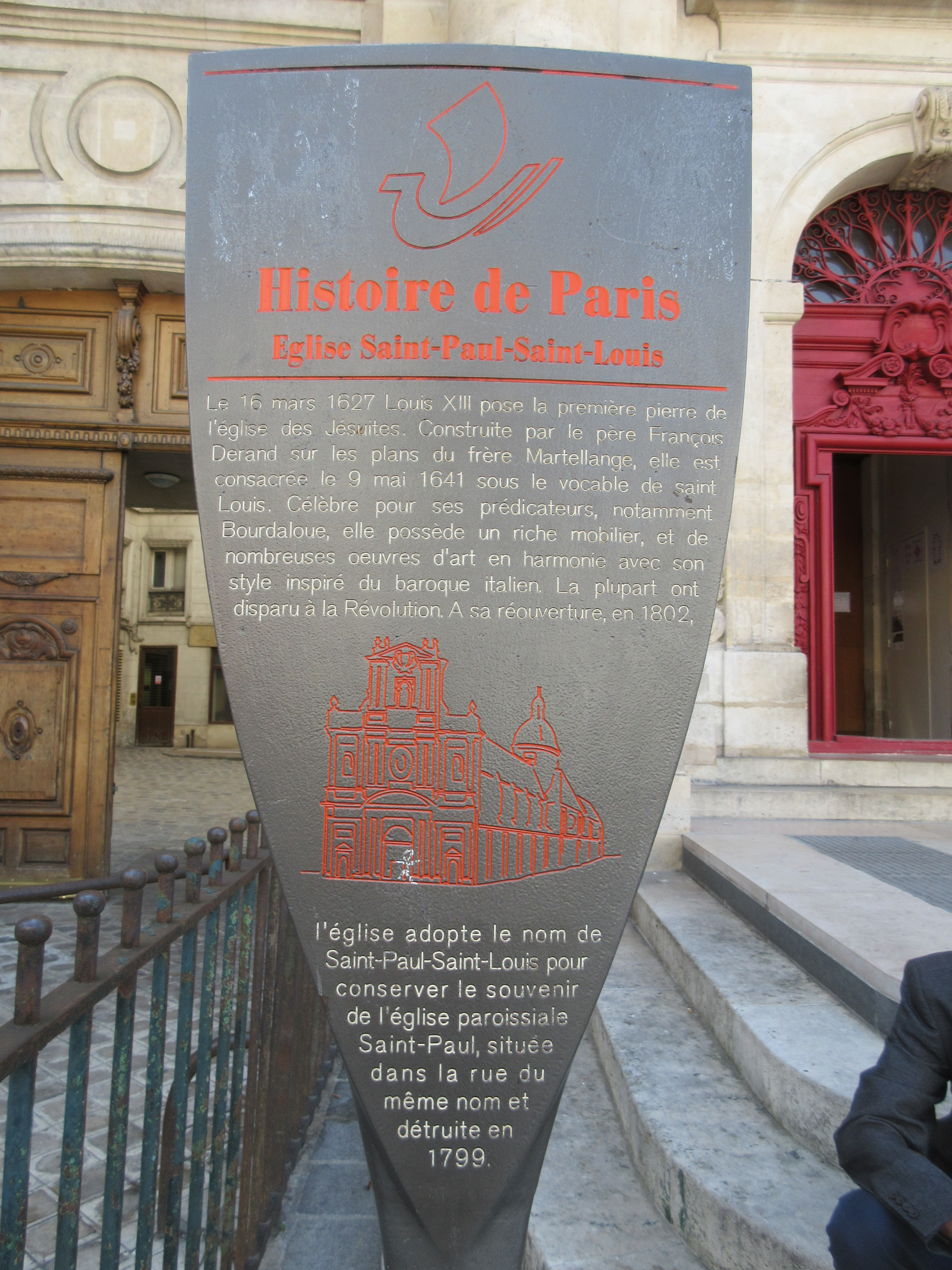
Orientierungstafel (Paris) «St-Paul-St-Louis (Paris)»
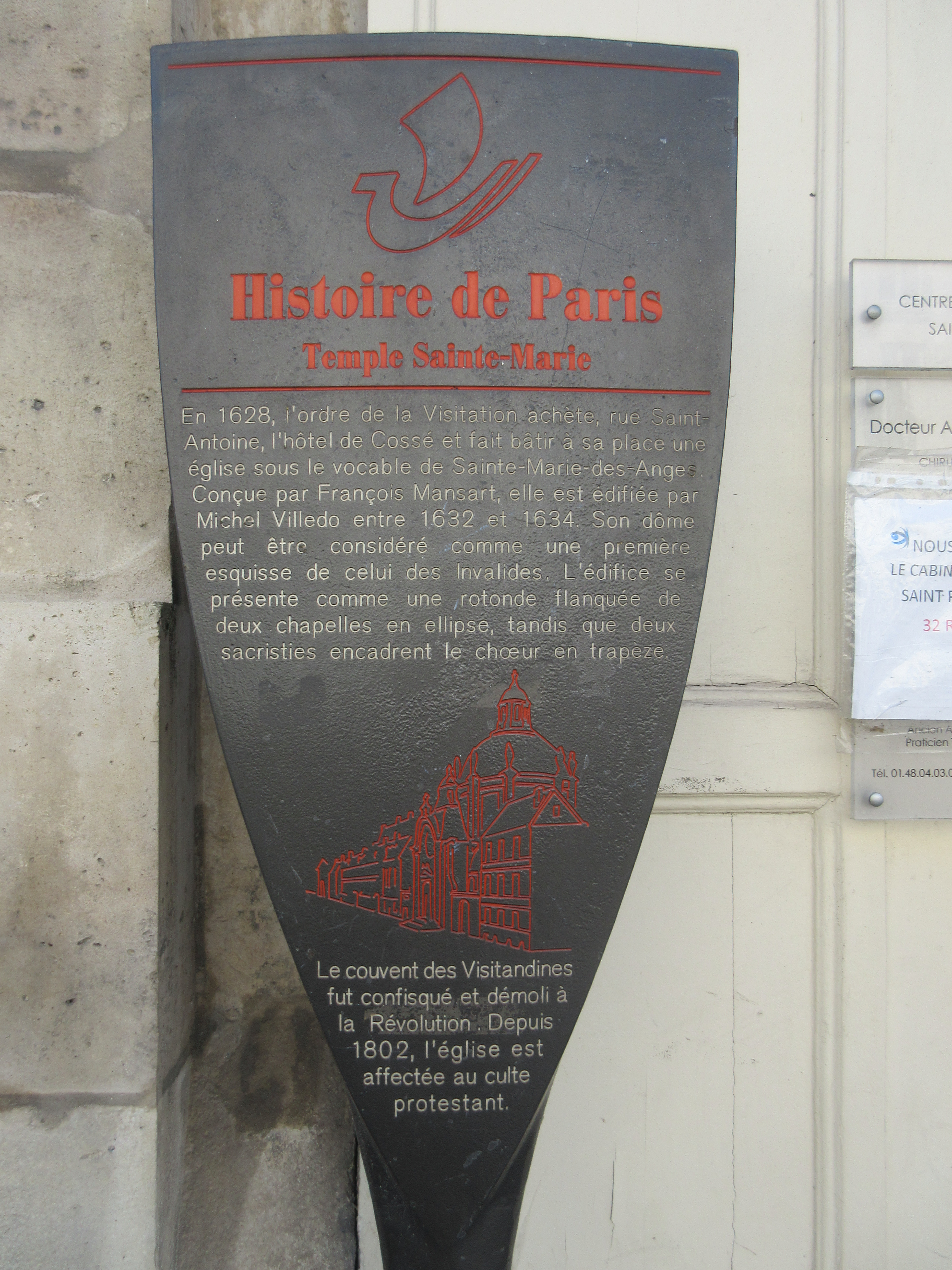
Orientierungstafel (Paris)
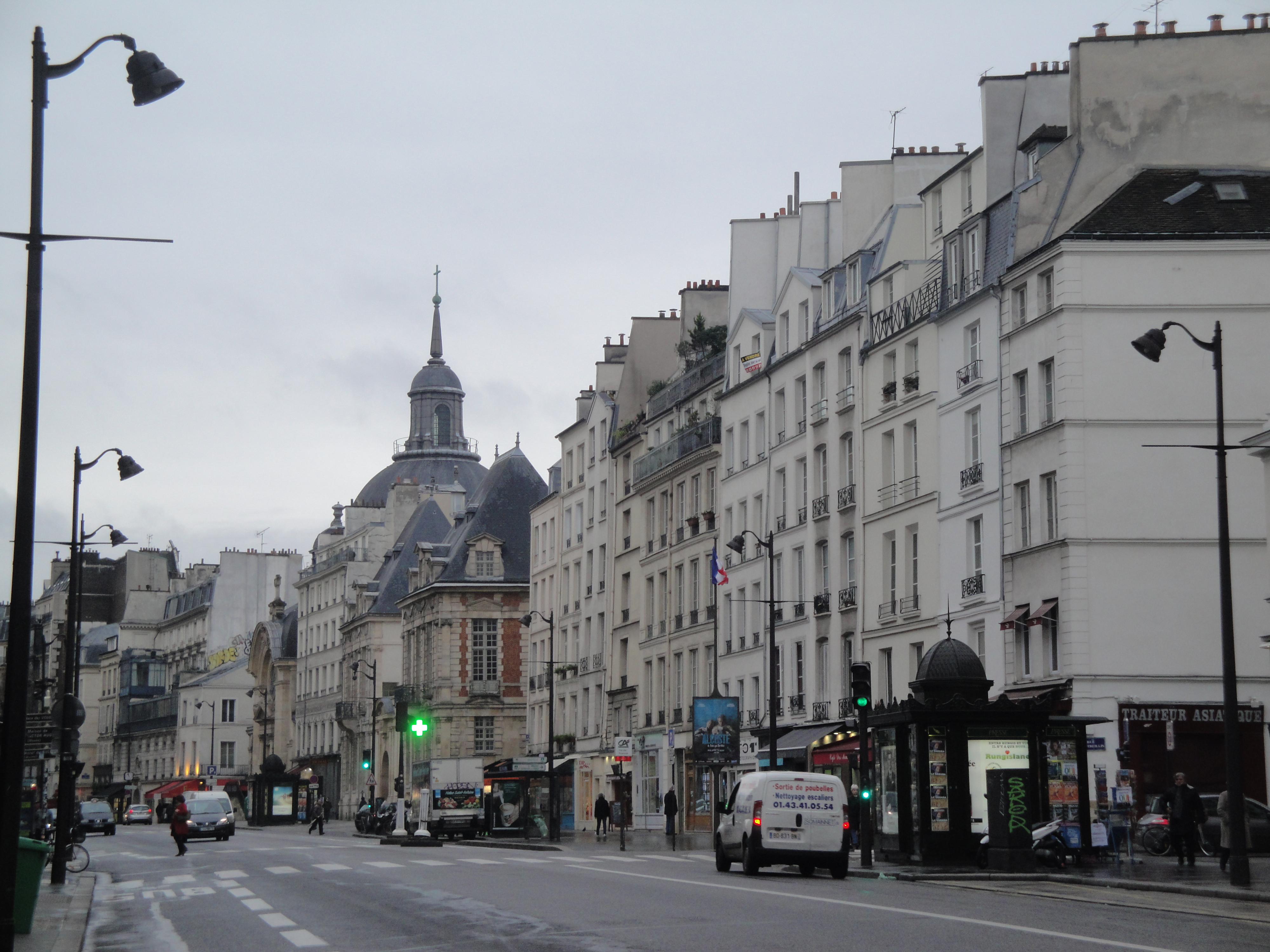
Rue Saint-Antoine.
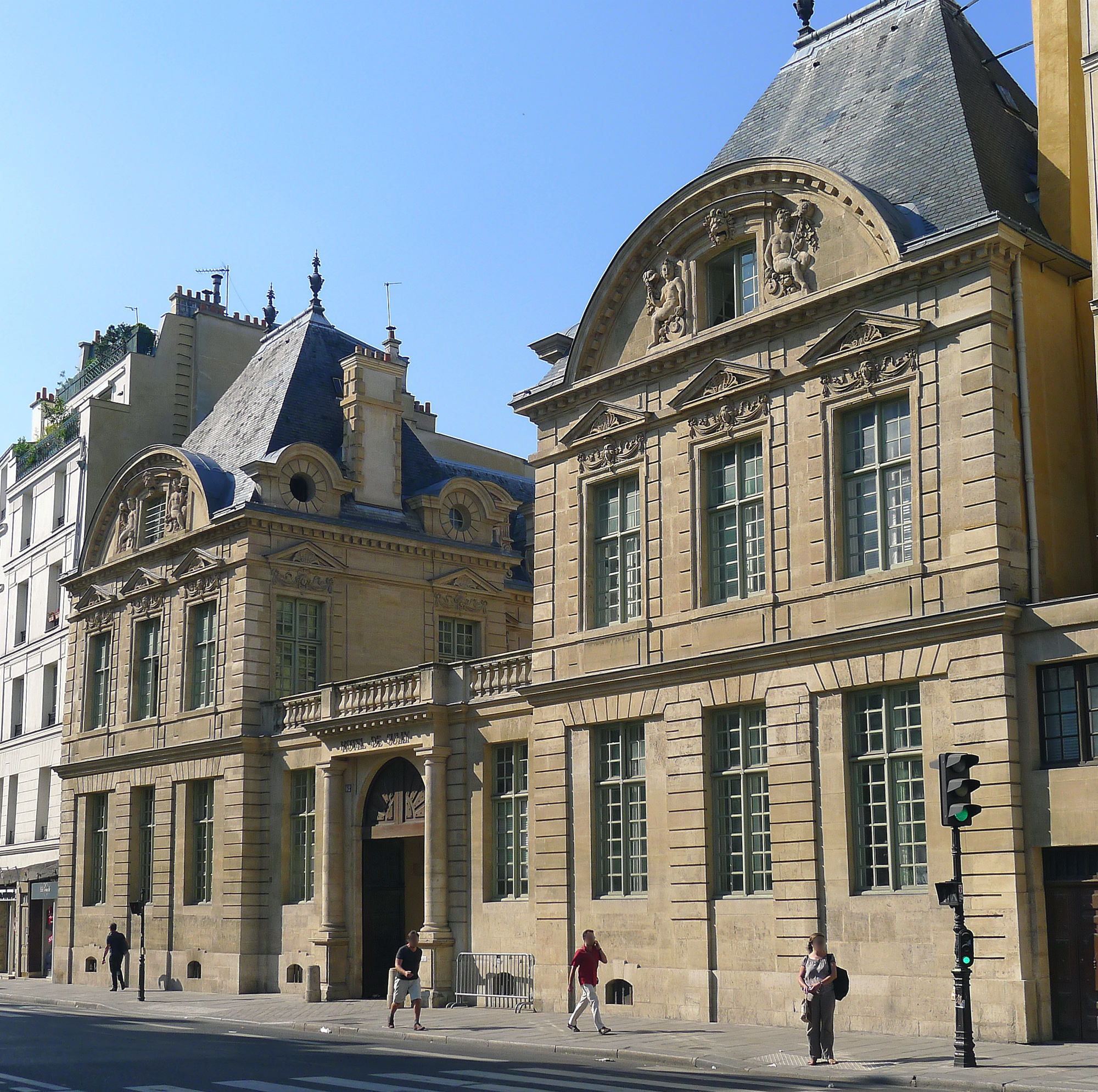
Hôtel de Sully.
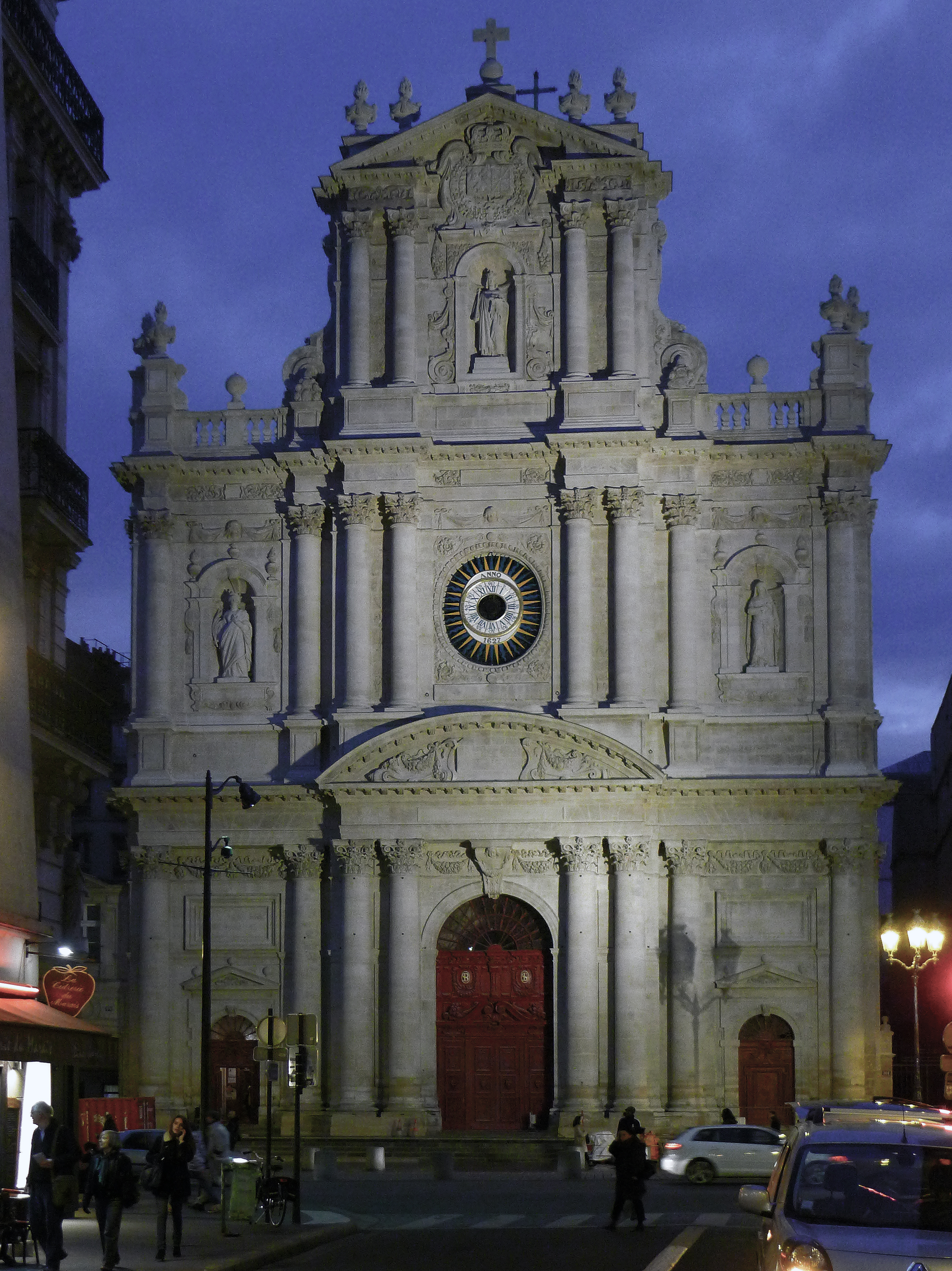
St-Paul-St-Louis (Paris) Sicht von der Rue de Sévigné.
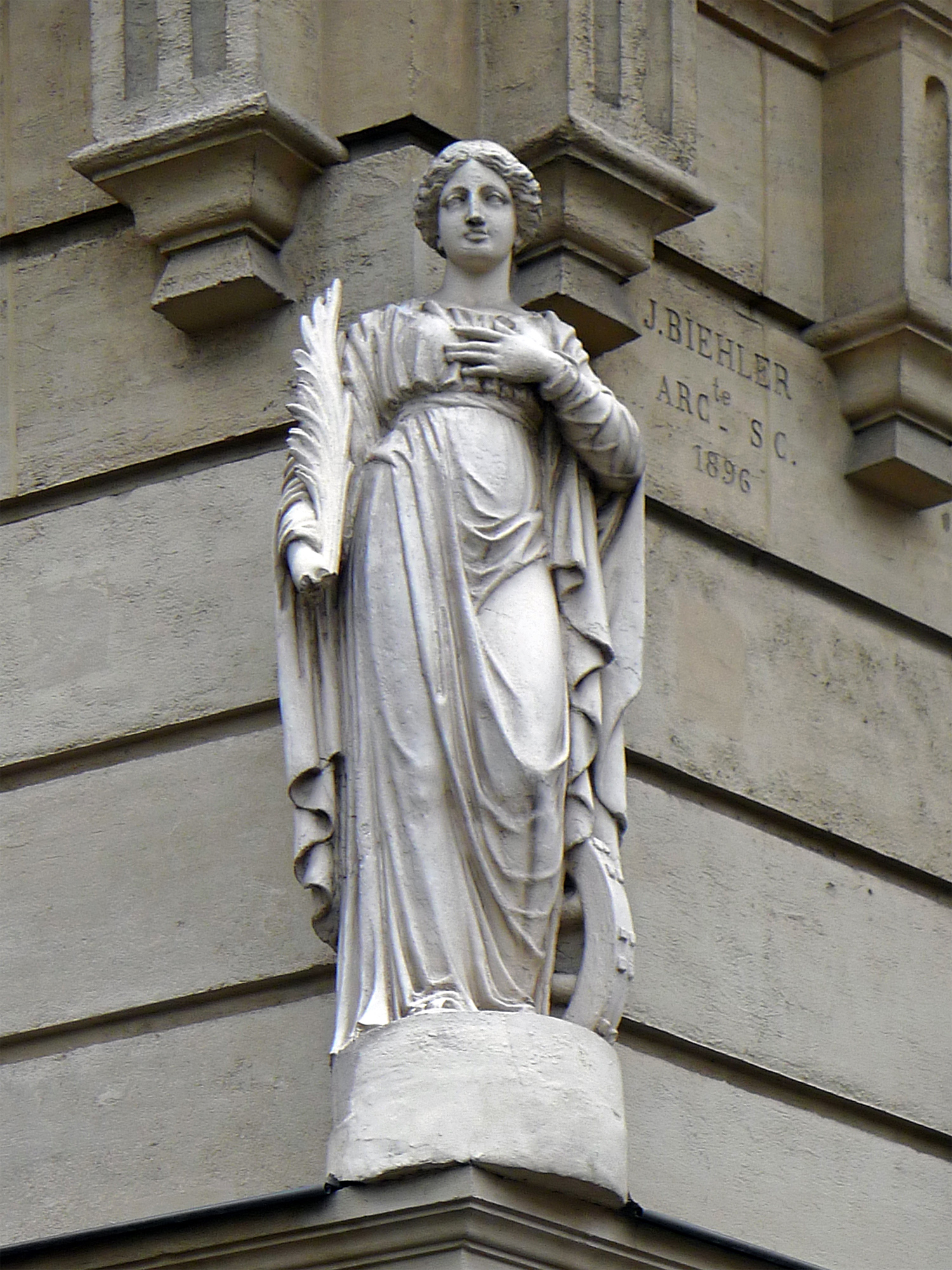
Katharina von Alexandrien, Ecke Rue de Sévigné.
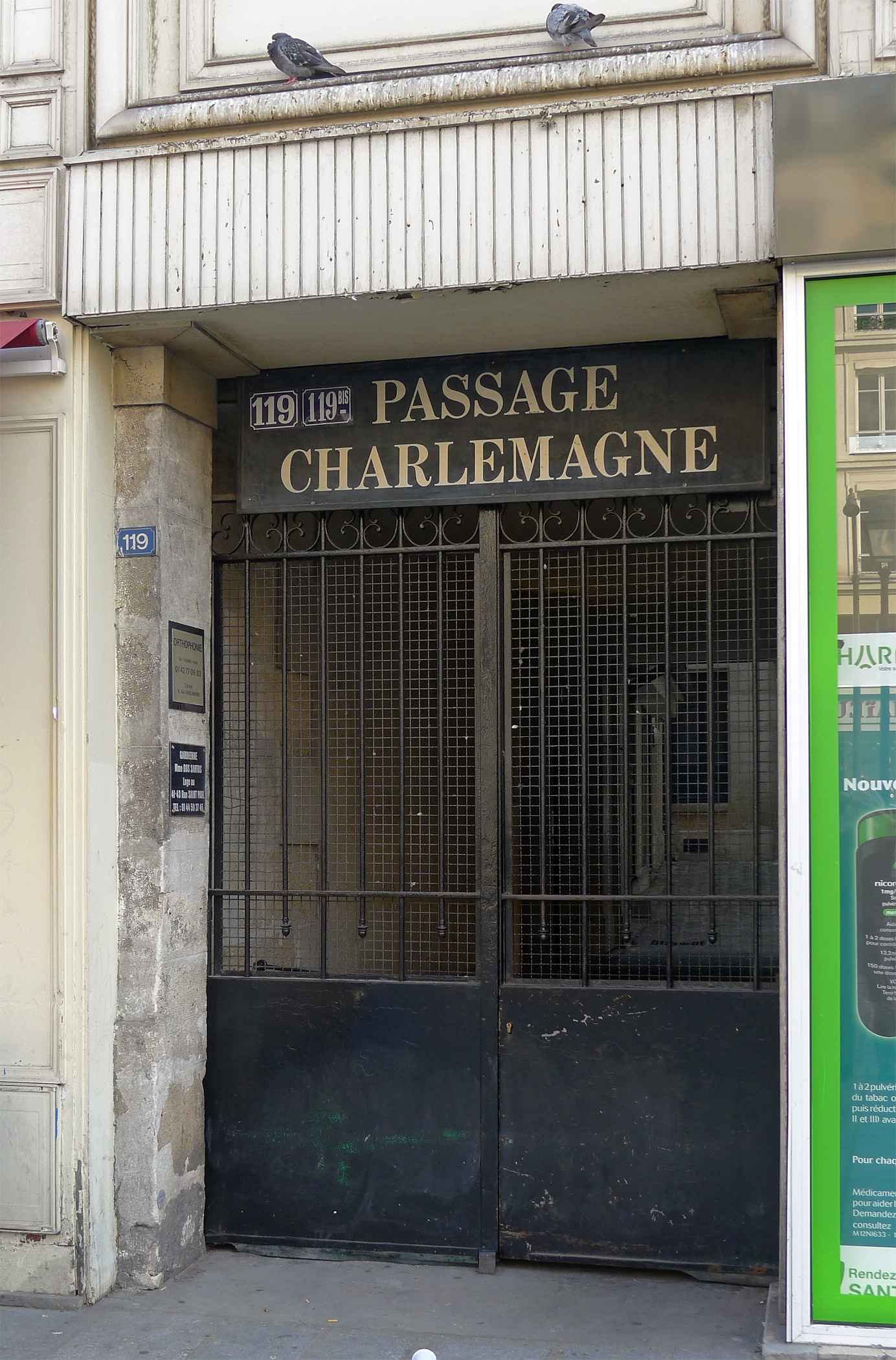
Eingang zur Passage Charlemagne.
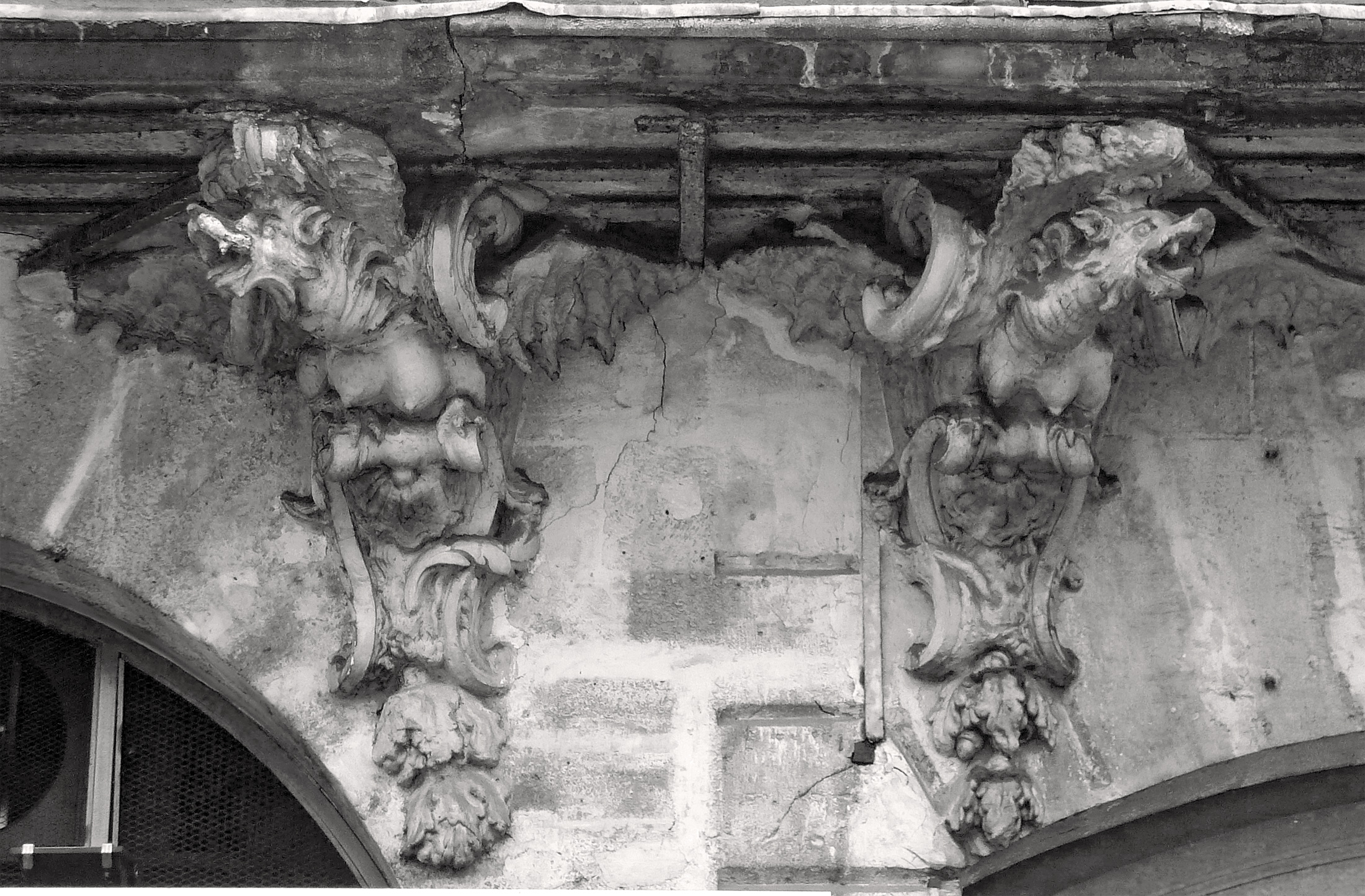
Neidkopf, Fassade N. 133 vor der Renovierung von 2014